# إيمي فنسنت
إيمي فنسنت (بالإنجليزية: Amy Vincent)‏ هي مصورة سينمائية أمريكية، ولدت في 1959 في بوسطن في الولايات المتحدة.

## وصلات خارجية
- الموقع الرسمي
- إيمي فنسنت على موقع IMDb (الإنجليزية)
- إيمي فنسنت على موقع ألو سيني (الفرنسية)
- إيمي فنسنت على موقع أول موفي (الإنجليزية)
- إيمي فنسنت على موقع بوكس أوفيس موجو (الإنجليزية)
- إيمي فنسنت على موقع قاعدة بيانات الأفلام السويدية (السويدية)
- إيمي فنسنت على موقع قاعدة بيانات الفيلم (الإنجليزية)
- إيمي فنسنت على موقع كينوبويسك (الروسية)